# Jura majestatis
Jura Majestatis er den latinske betegnelse for majestætrettigheder. Bruges oftest i forbindelse med enevælden og er indskrevet i Kongeloven.